# Jürgen Beckmann
Jürgen Beckmann (* 5. März 1955 in Dortmund) ist ein deutscher Psychologe.

## Leben
Nach dem Abitur 1974 in Dortmund studierte er Sozialwissenschaften, Psychologie und Philosophie an der Ruhr-Universität Bochum, wo er 1980 sein Diplom erwarb. Anschließend war er Mitarbeiter im Sonderforschungsbereich Sozialwissenschaftliche Entscheidungsforschung der Universität Mannheim unter der Leitung von Martin Irle. Bei diesem promovierte er 1984. Für die Dissertation Kognitive Dissonanz. Eine handlungstheoretische Perspektive, erhielt er im selben Jahr auf dem Kongress der Deutschen Gesellschaft für Psychologie den Jungwissenschaftlerpreis (später Heinz-Heckhausen-Preis).
Von 1984 bis 1990 war Beckmann Projektleiter am Max-Planck-Institut für psychologische Forschung in München unter dem Direktor Heinz Heckhausen und beteiligt an der Entwicklung des Rubikonmodells der Handlungsphasen. 1987 habilitierte er an der Universität Mannheim mit "venia legendi für Psychologie".
Von 1990 bis 1995 war er Heisenberg-Stipendiat der Deutschen Forschungsgemeinschaft. 1993 arbeitete er mit diesem Stipendiat als "Visiting Scholar" an der Florida Atlantic University, Boca Raton, USA. Von 1997 bis 2006 war Beckmann Professor für Sportpsychologie an der Universität Potsdam. 2006 wurde er Ordinarius für Sportpsychologie an der Technischen Universität München (TUM). Von 2008 bis 2013 war er dort Dekan der Fakultät für Sport- und Gesundheitswissenschaften. Im Jahr 2018 wurde er zum Honorarprofessor an der School of Human Movement and Nutrition Sciences der University of Queensland, Australien ernannt, im Jahre 2020 zum Adjunct Professor an der University of Limerick, Irland. Im April 2021 folgte der Eintritt in den Ruhestand. Im Oktober 2021 wurde er vom Präsidenten der TUM zum Emeritus of Excellence ernannt.
In Beckmanns Arbeit wird die sportpsychologische Forschung mit einer wissenschaftlich begründeten Praxis verbunden. Ein zentrales Anliegen ist die Systematisierung und Professionalisierung der Sportpsychologie. In diesem Zuge schaffte er ein räumlich-zeitliches Strukturmodell der sportpsychologischen Praxis im Leistungssport (veröffentlicht in Beckmann & Elbe, 2008). Im Jahre 2003 verfasste er unter Zugrundelegung der GOP die erste Gebührenordnung für Sportpsychologie (GOSP), die als Grundlage für die Honorierung sportpsychologischer Leistungen herangezogen wurde.
Ab 2009 war ein Schwerpunkt seiner Arbeit zusammen mit Insa Nixdorf und Raphael Nixdorf der Aufbau einer klinischen Sportpsychologie. Ein weiterer Schwerpunkt liegt im Bereich einer neurowissenschaftlich-orientierten Forschung zu Grundlagen von Versagen unter Druck und der Entwicklung von Interventionen um das „choking under pressure“ zu vermeiden. Daraus entstand die Embodimenttechnik des linkshändigen, dynamischen Handdrucks und die Untersuchung der Möglichkeiten von Neurofeedback. Seit 2016 widmet sich Beckmann der Psychokardiologie im Bereich der angeborenen Herzfehler am Deutschen Herzzentrum in München. Zahlreiche Forschungsbefunde hierzu wurden in renommierten internationalen Zeitschriften veröffentlicht. Seit 2020 ist er zusammen mit Michael Kellmann Herausgeber der Buchserie "Advances in Recovery and Stress Research" im Routledge Verlag.

## Gremien
- 1998 bis 2009 Mitglied im Vorstand der Arbeitsgemeinschaft für Sportpsychologie (asp)
- 2005 bis 2009 1. Vorsitzender der Arbeitsgemeinschaft für Sportpsychologie.
- 1990 bis 2004 Mitherausgeber der von der asp herausgegebenen Zeitschrift
- 1998–2000 geschäftsführender Herausgeber der von der asp herausgegebenen Zeitschrift

## Ehrungen und Auszeichnungen
- 2021 Emeritus of Excellence der Technischen Universität München
- 2020 Adjunct Professor, University of Limerick, Irland
- 2019 Goldene Ehrennadel der asp für herausragendes und außergewöhnliches Engagement für die Entwicklung der nationalen und internationalen Sportpsychologie verliehen.
- 2018 Honorary Professor, University of Queensland, Australien
- 1990 Heisenberg-Stipendium der Deutschen Forschungsgemeinschaft (DFG)
- 1984 Jungwissenschaftlerpreis der Deutschen Gesellschaft für Psychologie (DGPs).

## Veröffentlichungen (Auswahl)
- J. Beckmann: Kognitive Dissonanz: Eine handlungstheoretische Perspektive. Springer, Berlin / Heidelberg / New York 1984.
- H. Heckhausen, J. Beckmann: Intentional action and action slips. In: Psychological Review. Band 97, 1980, S. 36–48.
- J. Kuhl, J. Beckmann (Hrsg.): Volition and personality: Action and state orientation. Hogrefe, Seattle 1994.
- J. Beckmann, M. Kellmann (Hrsg.): Enzyklopädie der Psychologie. Themenbereich D: Sportpsychologie Band 2: Anwendungsfelder. Hogrefe, Göttingen 2008.
- J. Beckmann, A. Elbe: Praxis der Sportpsychologie im Wettkampf- und Leistungssport. Spitta, Balingen 2008 (2. Aufl. 2011).
- J. Beckmann, P. Gröpel, F. Ehrlenspiel: Preventing motor skill failure through hemisphere – specific priming. Cases from choking under pressure. In: Journal of Experimental Psychology. General. Band 142, 2013, S. 679–691.
- J. Beckmann, A. Elbe: Sport Psychological Interventions in Competitive Sports. Cambridge Scholars Publishing, Newcastle 2015.
- C. Andonian, S. Freilinger, S. Achenbach, P. Ewert, U. Gundlach, J. Hörer, H. Kaemmerer, L. Pieper, M. Weyand, R. Neidenbach, J. Beckmann: The "Well-being paradox" revisited: A cross-sectional study of quality of life in over 4,000 adults with congenital heart disease. In: BMJ Open. Band 11, 2021, S. e 049531. doi:10.1136/bmjopen-2021-049531
- I. Nixdorf, R. Nixdorf, J. Beckmann, S. Martin, T. E. MacIntyre (Hrsg.): The Routledge Handbook of Mental Health in Elite Sports. Routledge, 2023.